# Okres Gelnica
Gelnica is een district (Slowaaks: Okres) in de Slowaakse regio Košice. De hoofdstad is Gelnica. Het district bestaat uit 1 stad (Slowaaks: Mesto) en 19 gemeenten (Slowaaks: Obec).
Tot 1920 behoorde het district tot Hongarije, het lag in het comitaat Szepes. De bevolking van het district bestond tot de Tweede Wereldoorlog uit Zipserduitsers, welke met geweld werden verdreven door de Tsjechoslowaakse regering in 1944-1945.

## Steden
- Gelnica

## Lijst van gemeenten
- Helcmanovce
- Henclová
- Hrišovce
- Jaklovce
- Kluknava
- Kojšov
- Margecany
- Mníšek nad Hnilcom
- Nálepkovo
- Prakovce
- Richnava
- Smolnícka Huta
- Smolník
- Stará Voda
- Švedlár
- Úhorná
- Veľký Folkmar
- Závadka
- Žakarovce

Okres Gelnica · Okres Košice I · Okres Košice II · Okres Košice III · Okres Košice IV · Okres Košice-okolie · Okres Michalovce · Okres Rožňava · Okres Sobrance · Okres Spišská Nová Ves · Okres Trebišov